# Biała droga Live
Biała droga Live – koncertowy album (CD + DVD) Urszuli, wydany 16 września 2016 roku.
Wiosną 2016 Urszula odbyła swoją pierwszą w Polsce klubową trasę koncertową, „XX-lecie Białej Drogi”, zorganizowaną dla uczczenia dwudziestej rocznicy wydania jej najpopularniejszego albumu Biała droga z 1996 roku. Trasę udokumentowano dwupłytowym koncertowym albumem Biała droga Live, zawierającym najlepsze wykonania poszczególnych piosenek z tego albumu, a zebranych na płytach CD i DVD. Jako bonus na płycie DVD umieszczono dwa utwory wykonane podczas Festiwalu Piosenki w Opolu z 1996 roku.

## Lista utworów
| CD 1. „Niebo dla Ciebie” (muz. Stanisław Zybowski, sł. Urszula Kasprzak) 2. „Na sen” (muz. Stanisław Zybowski, sł. Urszula Kasprzak) 3. „Euforia” (muz. Stanisław Zybowski, sł. Urszula Kasprzak) 4. „Ja płaczę” (muz. Stanisław Zybowski, sł. Urszula Kasprzak) 5. „What Is And What Should Never Be” (muz. i sł. Jimmy Page, Robert Plant) 6. „Woodstock ’94” (muz. Stanisław Zybowski, sł. Urszula Kasprzak) 7. „Ten Tato” (muz. Stanisław Zybowski, sł. Urszula Kasprzak) 8. „Konik na biegunach” (muz. Jacek Dybek, sł. Franciszek Serwatka) 9. „Mój blues” (muz. S. Zybowski, sł. U. Kasprzak) 10. „Biała droga” (muz. Stanisław Zybowski, sł. Urszula Kasprzak) 11. „Lewiatan” (muz. Stanisław Zybowski, sł. Urszula Kasprzak) 12. „Millennium” (muz. Stanisław Zybowski, sł. Urszula Kasprzak) |  | DVD 1. „Niebo dla ciebie” 2. „Na sen” 3. „Euforia” 4. „Ja płaczę” 5. „What Is And What Should Never Be” 6. „Woodstock ’94” 7. „Ten Tato” 8. „Konik na biegunach” 9. „Biała droga” 10. „Lewiatan” 11. „Millennium” 12. „Na sen” – Opole 1996 (utwór dodatkowy) 13. „Niebo dla ciebie” – Opole 1996 (utwór dodatkowy) |

## Twórcy
- Zespół:
Urszula – wokale,
Piotr Mędrzak – gitary,
Sławomir Kosiński – gitary,
Michał Burzymowski – basy,
Krzysztof Poliński – bębny,
Bartek Gasiul – keyboardy,
Dorota Kopka-Broniarz – co-chórki
- Informacje dodatkowe:

Technika – Michał Szymaniuk, Piotr Zybowski
Realizacja dźwięku – Marcin Lampkowski, Bartek Kapłoński
Oświetlenie – Grzegorz Prusinowski
Fotografia – Dominik Malik
Projekt okładki – Szymon  Chwalisz
Kamery – Wojtek Krawczyk, Sławek Rakowski, Monika Nowakowska, Tomasz Kujawski, Filip Kucharczyk
Montaż i Postprodukcja – Wojtek Krawczyk
Audio mix – Piotr Mędrzak
Mastering – Drew Lavyne A.L.L. Digital Mastering
Produkcja – Vega Studio UK Ltd.
Management – Tomasz Kujawski